# Ramona Pop
Ramona Pop (n. 31 octombrie 1977, Timișoara, România) este o politiciană germană de origine română, membră a partidului Bündnis 90/Die Grünen (Alianța 90/Verzii). Din 2016 până în 2021 ea a fost viceprimar al Berlinului și senator pentru economie, energie și întreprinderi (Senatorin für Wirtschaft, Energie und Betriebe).

## Biografie
A crescut în România împreună cu familia ei care, având origini germane, s-a mutat într-un final în Germania în anul 1988.
În 1997 a terminat liceul. În continuare a studiat științe politice la Münster și la Universitatea Liberă din Berlin.
În anul 2001 a fost aleasă în Camera Reprezentanților din Berlin. Din 8 decembrie 2016 ea a fost viceprimar al Berlinului și senator pentru economie, energie și întreprinderi (Senatorin für Wirtschaft, Energie und Betriebe). În noiembrie 2021 Pop a anunțat că se va retrage din viața politică.
În 2022 Ramona Pop a devenit președinte al asociatei federale pentru consumatori.

## Alte activități
- Berliner Stadtreinigung (BSR), Ex-Officio Chairwoman of the Supervisory Board (din 2017)
- Berliner Verkehrsbetriebe (BVG), Ex-Officio Chairwoman of the Supervisory Board (din 2017)
- Berliner Wasserbetriebe (BWB), Ex-Officio Chairwoman of the Supervisory Board (din 2017)
- Investitionsbank Berlin (IBB), Ex-Officio Member of the Supervisory Board (din 2017)
- Deutsche Klassenlotterie Berlin (DKLB), Member of the Supervisory Board

## Legături externe
Materiale media legate de Ramona Pop la Wikimedia Commons
- Site oficial al Ramonei Pop
- Ramona Pop Arhivat în 6 septembrie 2016, la Wayback Machine. la grupul parlamentar Bündnis 90/Die Grünen